# Henderson County (Illinois)
Das Henderson County ist ein County im US-amerikanischen Bundesstaat Illinois. Im Jahr 2010 hatte das County 7331 Einwohner und eine Bevölkerungsdichte von 7,5 Einwohnern pro Quadratkilometer. Der Verwaltungssitz (County Seat) ist Oquawka.

## Geografie
Das County liegt im Westen von Illinois und hat eine Fläche von 1023 Quadratkilometern, wovon 42 Quadratkilometer Wasserfläche sind. Die westliche County-Grenze ist gleichzeitig die natürliche Staatsgrenze zu Iowa, vorgegeben durch den Mississippi River. An das Henderson County grenzen folgende Nachbarcountys:
|                          | Mercer County  |                  |
| Des Moines County (Iowa) |                | Warren County    |
| Lee County (Iowa)        | Hancock County | McDonough County |

## Geschichte
Das Henderson County wurde am 20. Januar 1841 aus Teilen des Warren County gebildet und nach dem Henderson County in Kentucky benannt, woher die meisten der damaligen Siedler stammten.

## Demografische Daten

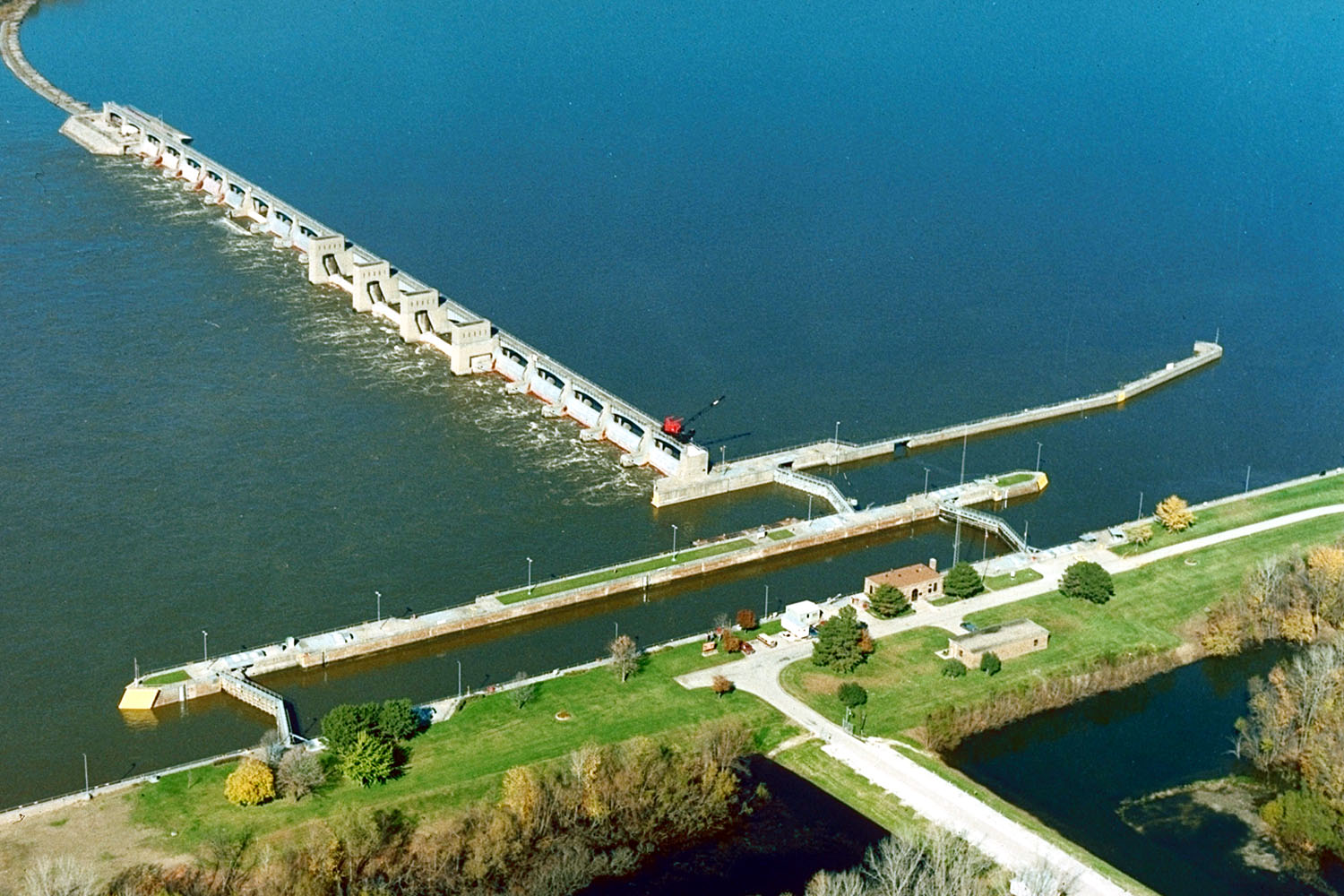
Lock and Dam No. 18, seit 2004 im NRHP gelistet

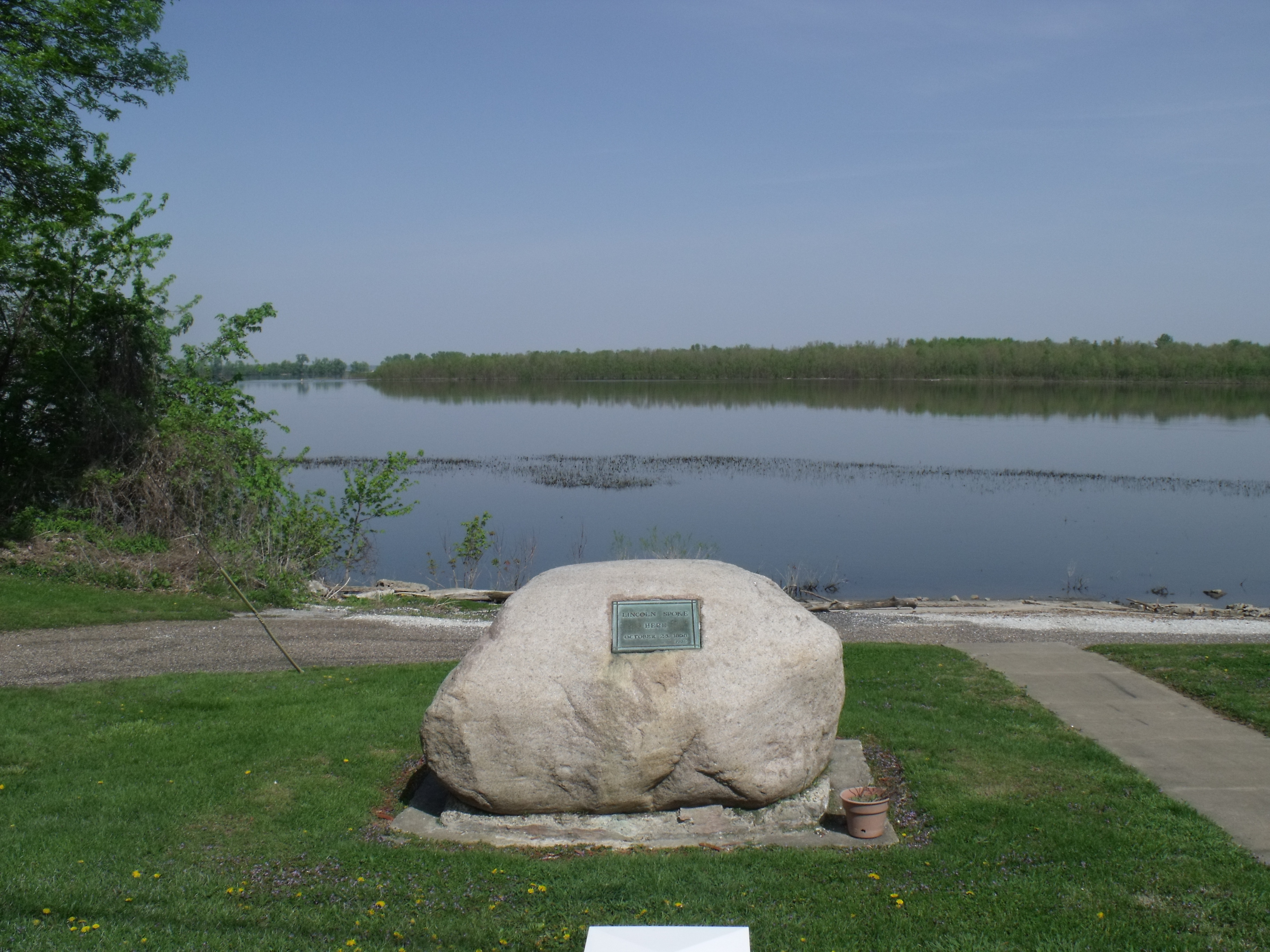
Der Mississippi bei Dallas City mit Gedenkstein zur Rede von Abraham Lincoln am 23. Oktober 1858

Nach der Volkszählung im Jahr 2010 lebten im Henderson County 7331 Menschen in 3584 Haushalten. Die Bevölkerungsdichte betrug 7,5 Einwohner pro Quadratkilometer. In den 3584 Haushalten lebten statistisch je 2,08 Personen.
Ethnisch betrachtet setzte sich die Bevölkerung zusammen aus 98,2 Prozent Weißen, 0,2 Prozent Afroamerikanern, 0,2 Prozent amerikanischen Ureinwohnern, 0,2 Prozent Asiaten sowie aus anderen ethnischen Gruppen; 1,0 Prozent stammten von zwei oder mehr Ethnien ab. Unabhängig von der ethnischen Zugehörigkeit waren 1,1 Prozent der Bevölkerung spanischer oder lateinamerikanischer Abstammung.
20,4 Prozent der Bevölkerung waren unter 18 Jahre alt, 58,7 Prozent waren zwischen 18 und 64 und 20,9 Prozent waren 65 Jahre oder älter. 50,7 Prozent der Bevölkerung war weiblich.

Das jährliche Durchschnittseinkommen eines Haushalts lag bei 43.041 USD. Das Prokopfeinkommen betrug 21.960 USD. 12,2 Prozent der Einwohner lebten unterhalb der Armutsgrenze.

## Ortschaften im Henderson County
City
- Dallas City1

Villages
| - Biggsville - Gladstone - Gulf Port - Lomax | - Media - Oquawka - Raritan - Stronghurst |

Unincorporated Communities
| - Bald Bluff - Carman - Carthage Lake - Decorra | - Gulfport - Heapsville - Hopper - Iowa Junction | - Lone Tree - Milroy - Olena - Reeds | - Rozetta - Shokokon - Terre Haute - Yellow Banks |

1 – teilweise im Hancock County

## Gliederung
Das Henderson County ist in elf Townships eingeteilt:
| Township            | Einwohner (2010) | FIPS     |
| ------------------- | ---------------- | -------- |
| Bald Bluff Township | 334              | 17-03415 |
| Biggsville Township | 552              | 17-05911 |
| Carman Township     | 309              | 17-11280 |
| Gladstone Township  | 962              | 17-29444 |
| Lomax Township      | 850              | 17-44394 |
| Media Township      | 392              | 17-48086 |

| Township             | Einwohner (2010) | FIPS     |
| -------------------- | ---------------- | -------- |
| Oquawka Township     | 1997             | 17-56250 |
| Raritan Township     | 286              | 17-62861 |
| Rozetta Township     | 271              | 17-66222 |
| Stronghurst Township | 1115             | 17-73274 |
| Terre Haute Township | 263              | 17-74730 |
|                      |                  |          |